# Tiznao (automóvil blindado)
Tiznao hace referencia a los automóviles, blindados e improvisados, utilizados en combate durante la Guerra Civil Española entre los años 1936 y 1939. El término tiznao puede hacer referencia a su color negruzco del blindaje.

## Historia
Los tiznaos eran los vehículos militares más peculiares de la Guerra Civil Española. Cuando en 1936 estalla el conflicto, ante la falta de recursos militares, los partidos con menos recursos se lanzaron hacia la creación de estos vehículos blindados.
Las zonas industriales como Cataluña y País Vasco (de parte de la república) empezaron esta carrera armamentística por blindar el mayor número de vehículos que se pudiera y enviarlos al frente.
Cualquier grupo de obreros (o sindicato, o unión de anarquistas, grupo de amigos, club político y un amplio etcétera de grupo de dos o más personas) con acceso a un taller mecánico y un vehículo con ruedas, podía participar en la extravagante competición por blindar vehículos que no estaban pensados para la batalla.
Los materiales empleados para blindar estos vehículos eran chapas de distintas calidades y grosores. En algunos casos, se llegó a utilizar incluso colchones atados con cuerdas a los laterales del vehículo. El afán por blindarlos lo máximo posible, aumentando el espesor del blindaje, hizo que muchos de estos vehículos pesaran demasiado, impidiendo así que el vehículo maniobrara con libertad y limitando mucho su velocidad, de manera que estos solo podían desplazarse con marchas cortas y en terrenos totalmente llanos.
Debido a su mala construcción, en combate fueron rápidamente dados fuera de combate. Solo los que fueron construidos con mejor diseño y técnicas, como los construidos en Barcelona, tuvieron una vida más larga e incluso aguantaron los 3 años de guerra, bien en el bando que fue construido o en el contrario si eran capturados.

## Tipos
Debido al enorme catálogo de vehículos con ruedas que se podían requisar y de la variedad de gustos de los artesanos, no había dos tiznaos iguales. Por no hablar de lo heterogéneo políticamente que eran ambos bandos.
Desde camiones a autobuses, desde tractores a coches familiares e incluso trenes.
Al no haber dos tiznaos iguales no se puede crear un único modelo de este tipo de vehículo blindado pero si siguen unos parámetros más o menos iguales que son las marcas de vehículos que más se llevaban en los años 30.

### Tractor Benach
Este tractor oruga nacido en San Sadurní de Noya (Barcelona) es un claro ejemplo de como cualquier vehículo podía ser blindado y apto para el frente.

### Naval-Somua
Otro vehículo de gran importancia fue el blindado naval-somua por la Sociedad Española de Construcción Naval en la que destacó sobre todo el blindaje de sus camiones y autobuses. Estos blindados fueron tal vez los que más destacan dentro de los tiznaos debido a su gran tamaño.

### Hispano-Suiza
Estos vehículos de la empresa española de automóviles de lujo y competición fueron también blindados debido a que la empresa Hispano-Suiza en 1936 estaba en manos de los trabajadores debido a que los consejeros de la empresa y Miguel Mateu se exilian en Francia.

### Blindado Field-Barna
Este fue el modelo de vehículo blindado que tal vez siguiera una serie con modelos más o menos iguales donde en algunos casos solo cambiaba la torreta. Estos blindados fueron hechos por la calderera Field de Barcelona y en su origen el blindado se montaba sobre un chasis de camión Federal. Estos blindados fueron de los muy pocos construidos de manera improvisada que aguantaron los 3 años de guerra.

### UNL-35
El UNL-35 fue un blindado ligero fabricado por la República durante la Guerra Civil Española. Diseñado por la Unión Naval de Levante en Valencia en 1937, se basaba en un camión Ford V8 adaptado con planchas de acero y una torreta armada con ametralladoras. A diferencia de los tiznaos improvisados, el UNL-35 tenía un diseño más estandarizado y fue producido en serie limitada (unas 120 unidades). Se usó en varios frentes, y algunos fueron capturados por los franquistas o evacuados a Francia. Fue el blindado más avanzado de producción nacional republicana durante el conflicto.

### Otros
Además de los anteriores, también se solían blindar camiones Dodge y trenes. Cualquier vehículo era bien recibido ante la falta de recursos.
- Datos: Q25413583